# Jason Scotland
Jason Scotland, né le 18 février 1979 à Morvant, est un footballeur trinidadien. Il joue au poste d'attaquant.

## Équipe nationale
Il a eu sa première cape en 2000.
Scotland participe à la coupe du monde 2006 avec l'équipe de Trinité et Tobago.
Il possède 40 sélections (8 buts) en équipe nationale.

## Palmarès
- Champion d'Angleterre de D3 : 2008 avec Swansea City
- Meilleur buteur de Football League One (D3) : saison 2007-2008 (avec 28 buts)